# Mesoleptos zendrinii
Mesoleptos zendrinii (Cornalia, 1852) è un rettile estinto, forse appartenente ai mosasauroidi. Visse all'inizio del Cretacico superiore (circa 100 milioni di anni fa) e i suoi resti fossili sono stati ritrovati in Slovenia.

## Descrizione
Di piccole dimensioni, questo animale non doveva raggiungere il metro di lunghezza. Il corpo era allungato e compresso lateralmente, così come la coda. Le zampe, sia anteriori che posteriori, erano molto corte, mentre il collo era stretto e allungato. Il cranio non è noto, ma date le caratteristiche delle vertebre cervicali si presume che fosse piuttosto piccolo. La conformazione di Mesoleptos fa pensare ad un animale acquatico. Una caratteristica distintiva era la presenza di centri vertebrali lunghi e posteriormente affilati, mentre le costole non presentavano l'ispessimento che solitamente si ritrova in molti rettili acquatici (pachiostosi).

## Tassonomia
Mesoleptos è noto per tre scheletri molto incompleti, due dei quali conosciuti da molto tempo e descritti nell'Ottocento. Per lungo tempo questo animale è stato considerato un nomen dubium a causa della frammentarietà dei resti, ma ulteriori studi hanno permesso di mettere in luce alcuni caratteri diagnostici; si ritiene che Mesoleptos sia uno dei più stretti parenti dei serpenti. Analisi filogenetiche lo fanno ritenere un passaggio intermedio tra gli squamati marini del gruppo dei mosasauroidi e i primi serpenti, anch'essi acquatici (Pachyrhachis, Pachyophis, Eupodophis). È inoltre possibile che fosse un rappresentante basale del gruppo degli Aigialosauridae.